# 沃克西河
沃克西河（芬蘭語：Vuoksi），又按俄语名译为武奥克萨河（俄语：Вуокса），是卡累利阿地峡最北面的一条河流，源头为芬兰东南部的塞马湖，流入俄罗斯西北部的拉多加湖。沃克西河共有3个分支汇入拉多加湖，老的主北分支位于普里奥焦尔斯克，另一个较小的分支在其北面几公里处。从1857年开始，一个新的南分支位于55公里处，被称为布爾納亞河。老的分支1857年后开始断流，北面和南面的分支实际上属于两个不同的河流系统，有时在旱季互相隔离。
塞马湖与拉多加湖的落差为69米。沃克西河北分支长度为150公里，南分支长度为162公里。从整个流域而言，河道宽处形成一系列湖泊，由短的河流将这些湖泊相连。

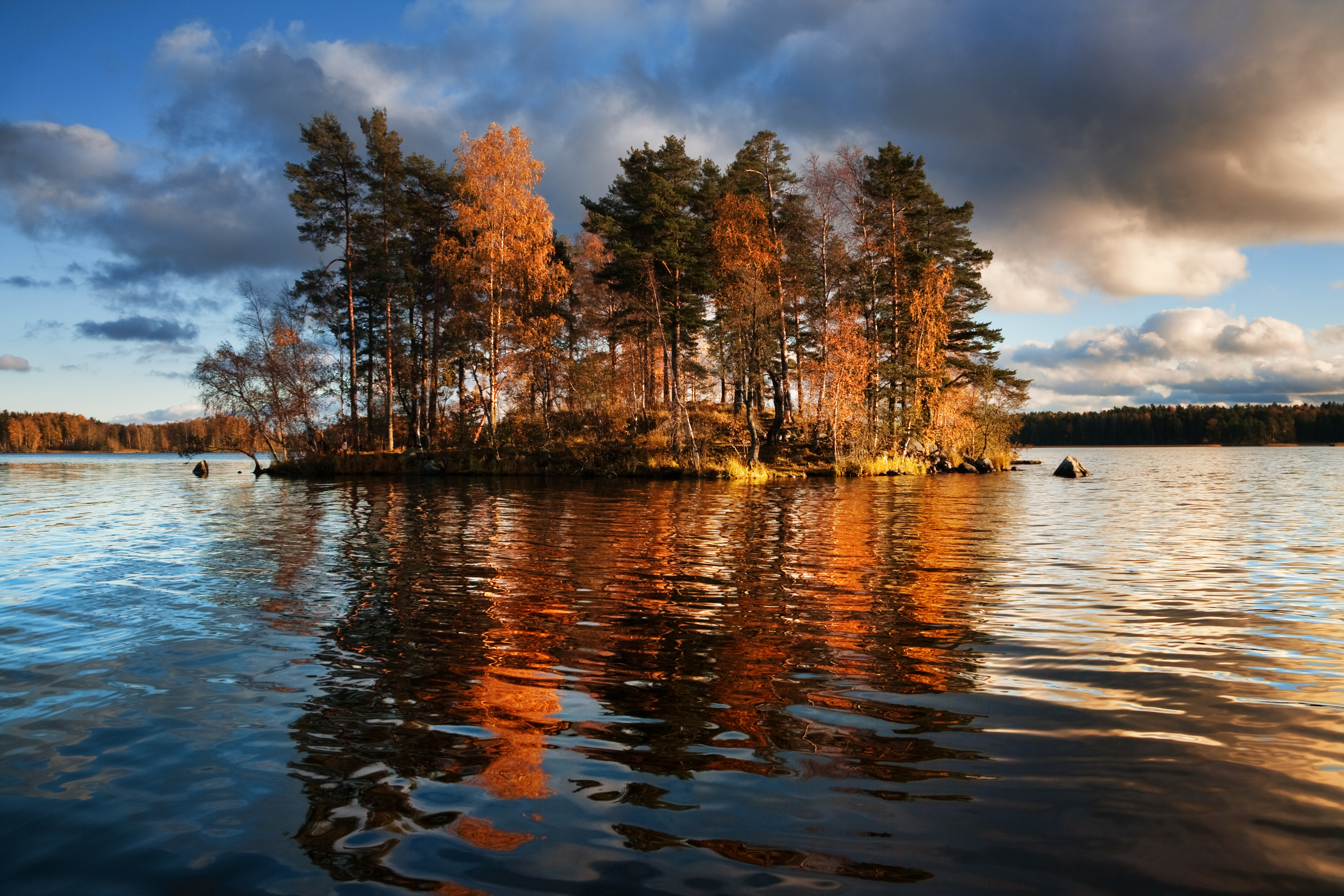
沃克西湖
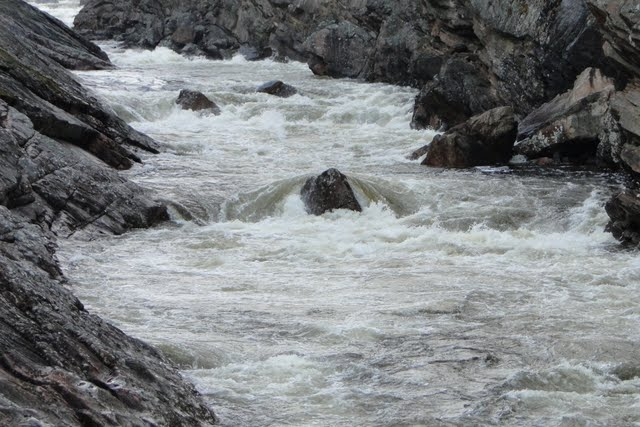
沃克西河